# Charles Lalemand
Charles Lalemand fue un deportista belga que compitió en remo. Ganó dos medallas en el Campeonato Europeo de Remo, bronce en 1911 y plata en 1920.

## Palmarés internacional
| Campeonato Europeo | Campeonato Europeo | Campeonato Europeo | Campeonato Europeo |
| Año                | Lugar              | Medalla            | Prueba             |
| ------------------ | ------------------ | ------------------ | ------------------ |
| 1911               | Como (Italia)      | Medalla de bronce  | Cuatro con timonel |
| 1920               | Mâcon (Francia)    | Medalla de plata   | Ocho con timonel   |